# Saudiarabiens historia
Denna artikel behandlar Saudiarabiens historia.
Från historiens begynnelse var den Arabiska halvön befolkad av semiter. På grund av ökenklimatet bestod befolkningen av nomader som ständigt sökte sig till de fruktbara områdena i Mesopotamien och runt östra medelhavskusten. Den största av dessa förflyttningar var dock utbredningen av islam, påbörjad av profeten Muhammed på 600-talet. Inom några årtionden erövrade muslimerna ett rike mellan Spanien och Indien. Genom förskjutningen av rikets centrum förlorade Arabiska halvön snart sin politiska betydelse. Endast de heliga städerna Mekka och Medina i Hijaz besöktes årligen av muslimska pilgrimer. Vid tiden för saudiernas framträdande på den Arabiska halvön på 1700-talet var den i dess inre till större delen bebodd av nomadiserande beduinstammar som oftast låg i fejd med varandra. Några egentliga statsbildningar fanns inte med undantag av de jemenitiska och omanska områdena utmed Adenviken och Arabiska havet. Arabien räknades politiskt till det Osmanska riket.

## Antiken
Det område som utgör nuvarande Saudiarabien var historiskt sett normalt splittrat och bebott av nomader (beduiner). Människors stenredskap har återfunnits från den mellanpaleolitiska eran.
Medan mer bofasta områden av den arabiska halvön hade ett flertal historiska riken, särskilt i dess sydvästra hörn, bestod dess centrala delar normalt endast av nomadiska stammar snarare än fast organiserade riken. I nuvarande sydvästra Saudiarabien fanns en neolitisk kultur Al-Magar, cirka 9000 f.Kr. - cirka 7000 f.Kr., vilken var den kanske första identifierbara kulturen.  
I halvöns östra del fanns Dilmun 3000 f.Kr. - 538 f.Kr., i dess sydöstra hörn (Oman) fanns Magan 2300 f.Kr. - 550 f.Kr., i västra delen av halvön fanns kungariket Thamud 700 f.Kr. - 400 f.Kr., och  i den bofasta södra delen (nuvarande Jemen) avlöste en rad kungariken varandra under antiken, av vilka Himyariternas kungarike (110 f.Kr. - 525 e. Kr.) är en av de mest kända. 
I norra delen av arabiska halvön fanns en stamfederation, kungariket Qedar, 800 f.Kr. till första århundradet f.Kr., som är känd för sina konflikter med Assyrien; denna avlöstes under första århundradet av Nabatéernas rike 200 f.Kr. - 106 e. Kr.   
De centrala delarna av den arabiska halvön hade sällan organiserade centralstater, men kungariket Kinda existerade i centrala Arabiska halvön i nuvarande Saudiarabien 450-550 e.Kr.

## Medeltid och splittring
Den arabiska halvön enades under Rashidunkalifatet 632–661, då Islam spred sig över halvön och sedan expanderade över Mellanöstern under den Islamiska expansionen 632-750. Den arabiska halvön låg sedan under Umayyadiska kalifatet (661–750) och Abbasidkalifatet (750-1258). 
I praktiken började statsbildningen på arabiska halvön efter 700-talet att upplösas i mer eller mindre tillfälliga beduinska stamterritorier och emirat,  som endast till namnet låg under den då dominerande islamiska stormaktens överhöghet, som i sin tur normalt nöjde sig med att behålla kontrollen över pilgrimsorterna Mecka och Medina. 
Runt Mecka uppstod Sharifatet Mecka (967–1916), som i praktiken styrde västra halvön och formellt underkastade sig Fatimidiska kalifatet (909–1171), Ayyubiderna (1171–1341), Mamluksultanatet (1341–1517)  och slutligen Osmanska riket (1517-1916); när Osmanska riket kollapsade blev Sharifatet Mecka självständigt och utropades till Kungariket Hijaz (1916-1932), som i sin tur blev en av de stater som enades till Saudiarabien 1932.

## Det första saudiska riket (1744–1818)

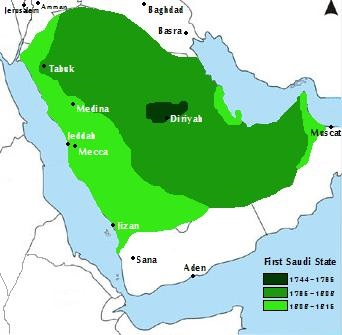
Första saudiska rikets expansion (1744–1816)

På 1700-talet förenade sig huset Saud med den fundamentalistiska reformrörelsen wahhabiterna för att på det viset ena de arabiska beduinstammarna på den Arabiska halvön. Det första saudiska riket bildades 1744 (1157 Anno Hegiræ) när Muhammad ibn Abd al Wahhab i Diriyah i Najd på den Arabiska halvön ingick förbund med den lokale härskaren Muhammed ibn Saud för att med hans hjälp rensa islam från ”orenheter” i de områden som denne behärskade.
Saudierna med sina allierade erövrade först staden Riyadh cirka 20 kilometer söder om Diriyah och utvidgade sedan sitt landområde som efter hand blev den ledande staten i det inre av Arabiska halvön och kontrollerade största delen av Najd och landet ut till Persiska viken. År 1802 vände man sig västerut för att reformera islams heliga städer. Efter att ha erövrat Taif intogs Mekka och Medina där helgedomarna och bilderna raserades. De pilgrimskaravaner som anlände från Egypten och Syrien sände wahhabiterna hem som avgudadyrkare. De heliga städerna renades från alla spår av avgudadyrkan och andra företeelser som inte passade in i wahhabiternas syn på islam, och för första gången sedan islams äldsta tid förenades större delen av Arabien under en enda härskare – huset Saud.
Denna första expansion från saudiernas sida provocerade fram ett militärt ingripande som genomfördes av den osmanske vicekungen av Egypten, Muhammed Ali, på uppdrag av den osmanske sultanen eftersom denne var oroad över saudiernas växande makt. En armé  sändes 1813 till området vid Röda havet och 1816 fick Muhammed Alis son Ibrahim Pascha befälet över styrkorna. Städerna Mekka och Medina återtogs liksom även saudiernas huvudstad Diriyah och Riyadh efter många års strider. Saudiernas huvudman kapitulerade och sändes till Kairo där han halshöggs och osmanerna totalförstörde slutligen Diriyah 1819 och återvände med sin här till Egypten.

## Det andra saudiska riket (1824–1891)
Huset Saud återvände efter några år till makten efter en period av återuppbyggnad av landet och huvudstaden förlades till Riyadh. De förlorade områdena återtogs med undantag av Hijaz med de heliga städerna på västra sidan av Arabiska halvön. Det andra saudiska riket varade till 1891, dock i blygsammare skala än förut. Då dukade det under för dynastin Raschid som härskade över ett stort område runt oasen Ha'il i Najd i nordvästra delen av Arabiska halvön. Efter detta stora bakslag drog sig de avsevärt försvagade saudierna tillbaka söderut från Riyadh.

## Grundandet av det tredje saudiska riket
Den omtalade återerövringen av Riyad 1902 från den rivaliserande Raschidfamiljen inledde saudiernas och wahhabiternas expansion som förde fram till det slutliga bildandet av Saudiarabien.
Denna första återerövring leddes av Abdul Aziz ibn Saud (sedermera internationellt känd som Ibn Saud) och fortsatte med hjälp av de beduinstammar som fanns runt Riydah. Regionen Hasa i öster vid Persiska viken underkuvades 1913 och därefter resten av Najd i nordväst inklusive de fruktade raschiderna i Hail. Avgörande var den militära segern över den konkurrerande hashimitiska dynastin från vilken Ibn Saud 1925 kunde erövra dess kungarike Hijaz (med de heliga städerna). Stort militärt stöd under dessa strider erhöll Ibn Saud från den militanta wahhabitiska rörelsen ikhwan, brödraskapet. Ibn Saud utsågs till kung av Hijaz följande år och 1927 antog han även titeln kung av Najd. Genom fördraget i Jidda 1927 erkände Storbritannien Ibn Sauds rike som oberoende stat, vilket då kallades ”kungariket Hijaz och Najd”. År 1932 förenades alla Ibn Sauds områden i kungariket Saudiarabien.
Ibn Sauds sista erövringskrig blev det anfall som han våren 1934 inledde mot Jemen. Anledningen var av rent geografiska skäl eftersom Ibn Saud menade att Saudi-imperiet skulle se trevligare ut om det avrundades med att omfatta också halvöns sydvästra hörn. De saudiska styrkorna stoppades emellertid effektivt av  Imam Yahyas jemenitiska bergsstammar och utvidgningsföretaget misslyckades helt. Länderna försonades och fred slöts redan samma år.

## Modern historia
Ibn Sauds framgångar uppmärksammades inte på det ekonomiska planet förrän stora oljefyndigheter upptäcktes i området vid Persiska viken i mars 1938. Utnyttjandet av oljekällorna fördröjdes till följd av andra världskrigets utbrott 1939 men började på allvar efter krigets slut och produktionen var i full gång 1949. Genom den rika förekomsten av olja uppnådde landet välstånd och fick stort internationellt inflytande genom oljeexporten till världens industrinationer. 
Efter internationellt tryck blev slaveriet avskaffat 1962. 
Landet har förblivit en islamisk stat och kungahuset bygger sin rätt att styra på rollen som islams väktare. Islam är den enda religion som får utövas av saudier och det stora flertalet bekänner sig till wahhabismen. Efter den islamiska väckelsen 1979 slöt kungahuset förbund med prästerskapet. Både prästerna och kungahuset utmanas av en radikal islamisk opposition och av ett folkligt missnöje med det politiska förtrycket och stora sociala orättvisor. Väpnade islamister jagas som terrorister. Efter 2005 har den saudiske kungen gjort vissa försök att tillmötesgå krav på sociala och politiska reformer. 
Efter Kuwaitkriget 1990-1991, då amerikanska trupper stationerades i Saudiarabien, har väpnat motstånd mot regimen och den utländska närvaron förekommit. Läget skärptes efter terrordåden mot USA 2001, då saudiska medborgare i hög grad var inblandade.

### Successionen
Före sin död 1953 ordnade Ibn Saud tronföljden så att tronen endast skulle tillkomma hans egna ättlingar. Saudiarabiens kungar, som alla varit Ibn Sauds söner, har efter honom varit:
- Saud bin Abdul Aziz (1953–1964)
- Faisal bin Abdul Aziz (1964–1975)
- Khalid bin Abdul Aziz (1975–1982)
- Fahd bin Abdul Aziz (1982–2005)
- Abdullah bin Abdul Aziz (2005–2015)
- Salman bin Abdul Aziz (2015–)